# Bウイルス感染症
Bウイルス感染症（びーういるすかんせんしょう）とは旧世界ザル由来の人獣共通感染症。感染症法における四類感染症。ヒトおよび新世界ザルにおいて致死的な疾病として知られる。

## 歴史
1933年に米国のポリオ研究者Brebner, W.がアカゲザルに咬まれ、急性進行性髄膜脳炎で死亡したものが最初の報告とされている。Bウイルスという名はこの患者の名前に由来する。
日本国内では、2019年11月に鹿児島市の株式会社新日本科学の安全性研究所(サルを扱う動物実験施設)に勤務している技術員への感染が確認された。

## 原因
ヘルペスウイルス科アルファヘルペスウイルス亜科に属するBウイルス(en)の感染を原因とする。正式名称は cercpithecine herpesvirus 1 であるが、一般的にBウイルスと呼ばれる。その他にサルヘルペスウイルス (herpes simiae virus)、オナガザルヘルペスウイルス(cercopithecine herpesvirus 1)とも呼ばれる。

## 疫学
主に米国における発症例が確認されており、世界中で50例程度が報告されている。Bウイルスは東南アジアに常在する。Bウイルスは日本にも存在し、感染例も確認されている。自然宿主はマカク属サルであり、単純疱疹様の症状を呈するが、死亡例はきわめてまれである。サル間では主な伝播経路は接触感染あるいは母子間の産道を介した垂直感染である。ヒトへの伝播はサルによる咬傷が主な感染源であり、実験室でサルの組織材料などを扱う際に傷を通して感染することもある。

## 症状
潜伏期間は、最短2日。通常は、2〜5週間。早期症状として接触部の激痛、掻痒感、外傷部周囲の水疱や潰瘍、リンパ節腫大、中期症状として発熱、接触部の感覚異常などであり、晩期症状として頭痛、悪心、嘔吐、意識障害、脳炎を示す。致死率は50%程度とされる。前述のとおりサルでの死亡例はまれであるが、実験的に脳内接種すると、脳炎、脊髄炎を起こして死亡することが報告されている。生存例でも重篤な神経障害や後遺症が残る。

## 診断
皮膚病変、脊髄液、血清より特異ウイルスゲノムの検出あるいは抗体の検出により確定診断を行う。

## 治療
症例が少なく治療法は確立していないが、感染初期におけるアシクロビルやガンシクロビルの投与は発症予防に有効であるとされる。

## 予防
ワクチンは実用化されていない。サルを取り扱う者は飼育管理、防御衣類、消毒処置などに関するガイドラインを遵守する。ウイルスは4 ℃では安定であるが、40 ℃を越す条件では失活しやすく、また有機溶剤で容易に感染性を喪失する。